# Lorenzo Mattotti
Lorenzo Mattotti (Brescia, 24 de enero de 1954) es un historietista, artista gráfico e ilustrador italiano. En el campo del cómic, Mattotti ganó un Premio Eisner en 2003 por su "Doctor Jekyll y Sr. Hyde", mientras que sus ilustraciones han sido publicadas en revistas como Cosmopolitan, Vogue, Newyorker, Le Monde y Vanity Fair.

## Biografía
Mattotti nació en Brescia (Lombardía). Estudió arquitectura cuando joven, pero no acabó el curso. Después de algunas historietas tradicionales logró un estilo propio. Il Signor Spartaco fue su primera historieta hecha bajo esta ambición. La historia se centró alrededor de los sueños de un pasajero del tren. Permitía que Mattotti utilizase formas y colores en una manera previamente no vista en el mundo de historietas clásico. La ausencia total de aventura era también un cambio radical.
Su debut como director de cine fue un segmento en la antología de terror animada Fear (s) of the Dark  Su primer largometraje es La famosa invasión de Sicilia de los Bears. La película es una adaptación animada de un libro del mismo título de Dino Buzzati.

## Estilo
Mattotti se inspira principalmente en pintores, músicos, escritores y directores de cine. Para él, la relación entre texto e imagen debe ser igual que con el texto y la música. Los dos deben enriquecerse. Inusualmente, en las historietas de Mattotti el texto ilustra. Se cerciora siempre que el texto tenga bastantes libertad para interpretaciones múltiples.
Con Fuegos (1986), Mattotti se ganó un renombre en el mundo de las historietas, cimentando su reputación como amo del color. Por lo tanto, el blanco y negro de “el hombre en la ventana” (1992) sorprendió a su público. Junto con su exesposa Lilia Ambrosi hizo esta historieta sobre un hombre que busca su manera de estar en el mundo y que tiene complicaciones en sus relaciones. Esta novela autobiográfica es una historieta intensa y sensible en la cual usa técnicas diferentes para los dibujos a pluma. La historia no es tan importante y necesita al lector para hacer de intérprete.
En "Caboto" (1992), un libro de historieta que dibujó para conmemorar el 500 aniversario del descubrimiento de América, cuenta las aventuras del explorador Sebastián Caboto en el Río de la Plata, con guion del argentino Jorge Zentner. "Stigmates" (1998) era en blanco y negro con dibujos lineales, pero más oscuro y más nervioso que "el Hombre En la Ventana". cuenta la vida trágica de un borracho que se despierta un día con estigmas, adaptada al cine por Adán Aliaga en 2007.
Aparte de sus cómics Mattotti obtuvo fama como ilustrador.

### Historieta
- Il Signor Spartaco (1982)
- Incidenti (1984)
- Fuegos (1986)
- Labyrinthes (1988)
- Murmur (1989)
- Doctor Nefasto (1989, con Jerry Kramsky)
- Caboto (1992, con Jorge Zentner)
- L'Uomo alla Finestra (1992, con Lilia Ambrosi)
- L'Arbre du Penseur (1997)
- Stigmate (1998, con Claudio Piersanti)
- Dr Jekyll & Mr Hyde (2002, con Jerry Kramsky)
- El rumor de la escarcha (2003, con Jorge Zentner)
- Ghirlanda (2018, con Jerry Kramsky)

### Portfolios-Libros
- Ligne Fragile (1999)
- Posters (2002)
- Angkor: Drawings Pastels Watercolors (2003)
- La Chambre (2004)
- Carnaval. Colori e movimenti (2007)
- Chambres/Rooms/Stanze (2010), #logosedizioni
- El cuervo (2010), Alfabia, con Lou Reed
- Venezia. Scavando nell’acqua (2011), #logosedizioni
- Mattotti Works 1: Pastels (2012), #logosedizioni
- Oltremai (2013), #logosedizioni
- Mattotti Works 2: Fashion (2014), #logosedizioni
- Vietnam (2014), Louis Vuitton Travel Books
- Blind (2017), #logosedizioni (en colaboración con CBM Italia Onlus)
- Covers for The New Yorker (2018), #logosedizioni

### LARGOMETRAJE ANIMACIÓN
- Fear (s) of the Dark segmento (2007)

- La famosa invasión de los osos en Sicilia  (2019) Francia

La famosa invasión de los osos en Sicilia  (2019)   FRANCIA

## Premios
- 1989 - Fuegos Mejor obra extranjera publicada en España
- 1992: nominado Best German-language Comic/Comic-related Publication en Max & Moritz Prizes, Alemania
- 1998: Inkpot Award, Estados Unidos
- 2003: Eisner Award Best U.S. Edition of Foreign Material, Estados Unidos
- 2017: Gran Guinigi a la mejor novela gráfica en Lucca Comics & Games, Italia

- nominado Artwork Award en el Angoulême International Comics Festival, Francia
- nominado para el Outstanding Artist at the Ignatz Awards, Estados Unidos
- Datos: Q971886
- Multimedia: Lorenzo Mattotti / Q971886